# مفاعل ASTRA
مفاعل ASTRA (بالإنجليزي: ASTRA reactor) مفاعل للأبحاث النووية أنشئ في سيبرسدورف –أستراليا, تم تشغيلة عام 1960 حتى 1990.

## جدول زمني
| سبتمبر 1960 | 100كيلو وات |
| مايو 1962   | 1ميغا وات   |
| أغسطس 1962  | 5ميغا وات   |
| أغسطس 1969  | 6ميغا وات   |
| 1972        | 7ميغا وات   |
| يناير 1975  | 8ميغا وات   |
| ~1989       | 9.5ميغا وات |
| 1999        | تم إيفافه   |

- Announcement of planned shutdown from ARC
- Planning for the Decommissioning of the ASTRA-Reactor نسخة محفوظة 25 سبتمبر 2020 على موقع واي باك مشين., an IRPA paper from ARC (PDF)
- 2001 European Commission legal opinion concerning the disposal of nuclear waste from decommissioning ASTRA